# ジュエルペット サンシャイン
『ジュエルペット サンシャイン』（Jewelpet Sunshine）は、日本のテレビアニメ。サンリオとセガトイズによるキャラクター「ジュエルペット」アニメシリーズの第3期として、2011年4月9日から2012年3月31日までテレビ東京系列にて放送された。全52話。
本作は製作局および放送時間枠、ジュエルペットの基本設定やデザインおよび魔法学校を舞台としたストーリー構成は、前シリーズである『ジュエルペット てぃんくる☆』から引き継がれている。ただし、作中の舞台背景や設定は前作との関連はなく、独立した世界観で構成されている。
第1・2シリーズは共に30分で1話だったが、本シリーズにおいては基本的に30分で2話という、サンリオおよびスタジオコメット・ウィーヴ作品では『おねがいマイメロディシリーズ』の最終作『おねがい♪マイメロディ きららっ★』以来であり、同枠としては『ぷるるんっ!しずくちゃん』 以来のフォーマットが採用された。本作は放送1回分で2話構成のオムニバス形式となっており、ストーリータッチも恋愛色が強く出てはいるが、ややシリアスだった前作とは対照的に、過激なギャグストーリーになっており、視聴対象世代の親世代である1980年代から90年代にかけてのTVドラマやバラエティ番組等を元ネタとした非常に濃いパロディや奇想天外な設定・演出が多く、1話まるまるパロディの回もある。その作風から、2011年の日本オタク大賞にて前田久賞を受賞した。

## 制作

### キャスティング
本作は1人で複数のキャラクターを担当する声優が前2作よりも多い。
メインキャラクターの一人である水城花音の役にはオーディションで松嵜麗が選ばれた。
当時松嵜が所属していたマウスプロモーションのマネージャーは、ヒナタという別のキャラクターのオーディションを本人に勧めていたが、アニメ製作スタッフから花音の方がよいという推薦を受け、最終的に後者を選んだ。
松嵜は当時同じ事務所に所属していた五十嵐裕美との対談の中で、本作が自分を皆に知ってもらえるきっかけになっただろうと振り返っており、「スタッフや役者の方々のモチベーションが常に高くて，[中略]そういう素晴らしい環境で，1年間いろいろなことを勉強させていただきましたね。」と話している。
また、松嵜は対談の中で、どのキャラクターも個性が濃厚で、ベテランの役者も全力で演技していたため、新人だからといって遠慮するなどといった妥協があると、キャラクターが食われてしまうと話している。

## あらすじ
ジュエルランドにある全寮制の学校「サンシャイン学園」の3年ウメ（梅）組は、一癖も二癖もある者たちが多く、「おちこぼれ組」と呼ばれていた。
花音はクラスメイトの御影に想いを寄せているが、ひょんなことからジュエルペット兼ルームメイトのルビーも御影に惚れてしまい、話はこじれる。
その後、御影と花音が双子のきょうだいであることが判明する。

## 登場キャラクター
本作はジュエルペットと人間とが共に登場するがパートナー関係はなく、むしろ人間とジュエルペットがライバル関係にあるケースが見られる。
どちらかといえば第1シリーズのようにルビーを中心としてジュエルペット側がメインとなり、人物側・動物側はサブに回っている。

### ジュエルペット
瞳に宝石が埋め込まれた動物達で、宝石に則した魔法を使うが、本作ではパワー発動の際にチャーム形態に変身することが特徴。本作の人間界においては社会的に認知されているだけではなく、人間社会に参加することも可能となっている。全員がサンシャイン学園の生徒ではなく、さまざまな立場で登場している。

#### 3年ウメ組
ルビー
声 - 齋藤彩夏
前作に引き続き（ジュエルペット側の）主人公。基本的には明るくポジティブだが、性格が第1シリーズのような「やんちゃでいたずら好き」なものに近くなっており、可愛い容姿とは裏腹に、言動の悪さが少々出ることがある上に興奮すると九州弁のような言葉になり語尾に「――ばい」や「何ぞ」などが付くこともある。お調子者で、いらぬことを言ってしっぺ返しを食らうことも少なくない。勉強も苦手で、進路相談の時に留年候補だと宣告されてしまう。しかし根は素直な性格で困っている相手を助けたり、ときには自分の夢や進路について真剣に考えるなど、第2シリーズのときのような優しく誠実な一面もうかがわせる。プリンが大好物で、大食い競争が得意。もう一つの好物であるニンジンは第2シリーズと変わらない。魔法の腕は決して良いとは言えないが、無印に比べると成功する場面が多い。
御影に対しては仲は良かったものの最初は恋愛感情は無かったが、彼に恋する花音が勢いで書いてしまったラブレターをイルカ先生がクラス全員の前で読み上げてしまうのを魔法で阻止したことに御影が気付き、ほめてくれたことがきっかけで、それ以降御影のことが好きになる。ゆえに花音を恋のライバルとしてよくいがみ合っている。しかし花音と御影が付き合っているという話を聞き失恋に至った。その後元カレのトールと再会したことによって心のしこりが取れ、失恋から立ち直ったが、それでもまだ御影への想いを引きずっている。その後、花音と御影の関係が発覚したこと、御影がルビーへの好意を自覚したことなどから、卒業してから5年後にはジュエルペットに転生した御影と結ばれる。
トールに対しては本人の前で照れ隠しをしながら嫌がる素振りを見せ、本気で迷惑がっている時もあるが、卒業アルバムの撮影日には、スペインへ旅立つトールを涙で見送った。
体格は他のジュエルペットと同じだが、エンディングアニメーションでは巨大化（三回り大きくなる…丁度寸法的に4倍、体積は64倍化…）した状態で花音を乗せて飛んでおり（第7話以前以降共通）、本編でも最終話でダージョ様を止めるために同寸に巨大化した。
ラブラ
声 - 沢城みゆき
第2シリーズ同様ジュエルペット側の準主人公。魔法力は宇宙一のものだが、まだ赤ん坊なので上手くコントロールできず、泣くと共鳴音からとんでもない事態を招くなど、第1シリーズと第2シリーズの両方の設定を持ち合わせている。エンジェラと行動していることが多く、さまざまな問題を引き起している。また、エンジェラとともに新聞配達を行っている。見た目や言動は純真無垢な赤ん坊のようだが、「カスにはカス（天かす）がお似合いラブ」「エンジェラは本当にグズラブ」など毒のある発言もしばしば。時にはいたいけさを武器に、ジュエリーナたちを泣き落として「ちょろい」と言うなど、自分の立場を理解し利用する腹黒い一面も見られるが、赤ん坊なので甘やかされたり、かまったりしてもらえないとむくれてしまう。一旦泣きが入ると魔法が暴走してとんでもない事態を招く事もしばしばである。テストの時は答案に「ラブ〜」「ラブラ」と言ったようなことしか書けず、1学期のテストでは最下位だった。基本的にエンジェラとは大の仲良しで、ウメ組の牧場体験の時にエンジェラと仲良くしているフローラに焼き餅を焼くほどである。将来の夢は立派な魔法使いになることであり、ジュエリーナの弟子入り試験を受けた。結果は最後の試練で不合格となったが、ルナの説得によりジュエリーナ城の皿洗いとして働くことになった。卒業してから5年後には立派な魔法使いのような風格になっている。また、御影がグラナイトに転生したことを知っていた。なお、口癖は第2シリーズと同様「――ラブ」。
エンジェラ
声 - 豊崎愛生
のんびり屋のマイペースな性格。主にラブラを背中に乗せて行動しているため、本作ではルビーとラブラに次ぐジュエルペット側の主要キャラクターとなっている。当初は言葉を発せず「パカ〜」としか言わないため他のジュエルペットたちにでさえ通じることが出来なかった他、授業をしてもテストをしても「パカ」としか答えられなかったとされる。しかしクララの件により魔法力のレベルが上がり、そのおかげで言葉が使えるようになった。通常は四足歩行だが、二足で立ったり歩いたりすることもできる。ラブラ同様空気が読めないところもあるが、ラブラの暴走を諌めたり、ラブラに自分の毛（アルパカ）で作ったマフラーをプレゼントするなど、友達思いの優しい性格である。おっとりした性格だが、自慢のもこもこの毛をハゲにされた時は怒りが爆発し、ラブラを空高く蹴り上げた。ルビーの魔法でバイクに変身して乗り物役を演じることが多く、晶子からも愛車として扱われる。レースグランプリ「モットGP」の優勝をきっかけで、晶子とともにレーサーの星を目指すことになった。卒業後に世界のグランプリで優勝した。第2シリーズと違い、語尾は「――パカ」。
ガーネット
声 - 平野綾
第1シリーズ・第2シリーズと同様おしゃれ好きな性格で、ファッションを自作する事から裁縫上手であるが、働き者でストロベリーカフェをはじめ多くのバイトを掛け持ちし、貧乏な境遇からお金儲けへの執着がやや強くなり、「ガッポリ」という口癖がある。また恋占いが得意である。ルビーたちの中ではどちらかというとツッコミ担当である。ニャンジェリーナ・ジョリーのような大スターになること夢見ているが、ミスジュエルペットコンテストの会場と間違えてお笑い芸人コンテストで優勝してしまい、それ以降ボケ役を担ったり一発芸を披露したりするお笑いキャラを演じることも多くなった。ダンスのオーディションに積極的に取り組んでいたが、なかなか合格出来ずにいた。同時期にアイドルスターのディアンと出会い一時的に交際するが、最終的にディアンがダイアナを選んだため失恋に至った。翌日に失恋のショックを吹っ切り、スターのオーディションに合格した。歌はかなり上手であり、文化祭のミュージカルでは主演女優を務めるほどの演技派であるが、緊張するとお腹が痛くなってしまうなどあがり症な一面がある。真砂に思いを寄せられており、彼が監督した作品「君の心はレイニーブルー」で初の映画主演女優を演じ、ヒロイン役として繊細な演技が評価されジュエルフィルムコンテストで特別賞を受賞した。学業についてはルビーよりは勉強ができる模様である。卒業後にはニャンジェリーナを超える大女優として脚光を浴びるようになった。
サフィー
声 - ささきのぞみ
学園内で最も成績優秀である。実験オタクで前シリーズのパートナーである沙羅からマッドサイエンティストなキャラが引き継がれている。ジュエルロケットを開発し、宇宙飛行士になってジュエルランドを宇宙から見下ろすことが夢である。その才能が買われ、一度優等生クラスのローズ組に移されたこともあったが、ルビーたちの説得と本人の意志によりウメ組に戻ってきた。また、本人曰く奇想天外なウメ組の方がお気に入りのようである。お化けが大の苦手で、肝試しに参加した際には度々気絶していた。欲求不満という悩みを抱えており、サンシャイン学園の全男子生徒のデータを所持している。ネジ川から気に入られているか、彼を改造して様々な乗り物を作っている。改造ジュエルペットを作る趣味もあり、ルビーが寝ている間に改造を行ったこともある。NASAの宇宙飛行士採用試験ではジュエルペットサイズの宇宙服や機材に予算がかかると言われ不採用となってしまったが、その後自身に取り付いたダークジュエルパワーを宇宙に打ち上げる際に自己開発したジュエルロケットの性能が評価され、見事採用となった。卒業後には自分の顔と同じ形の人工衛星を作るなど、宇宙の仕事で活躍している。
ペリドット
声 - 甲斐田ゆき
サブキャラクターであった前2シリーズに対し、本作では出番が格段に増えた。性格が第1シリーズと同様、語尾に「――デ〜ス」をつけるなど西洋かぶれな性格に戻っている。スポーツ得意な体育会系であり、男子とサッカーをしていることもある。一方で、勉強は苦手で、体育以外は赤点である。また、大の写真好きでいつも何かが起こるたびにジュエルポッドで写真を撮っている。新聞部に所属している。
その身体能力の高さが買われ、フィギュアスケートの世界的選手ムナータからのスカウトをきっかけに、フィギュア世界選手権の予選会で優勝を果たした。ダークジュエルパワーの勢力が襲来したとき、ムナータの指導によって「トルネード・ファイヤー・スピン」というスケート技を完成させ、氷付けになったジュエルランドを救い、その後ムナータとともに世界を目指すことになった。卒業後に金メダルを獲得し、運動音痴な女の子と一緒にスケートリンクで滑り笑顔をもたらした。
チャロット
声 - MAKO
晶子率いる「働きバチ特攻隊」の下っ端であり、彼女のことを「姉御」と呼んでいる。同じ不良メンバーのワニ山とともに3人でつるんでいることが多い。クラスメイトの香取の事が好きであり、自分の血を与えている。彼を「ハニー」と呼んでいる。しかし当の本人と普通の蚊の容姿を見極めていない様子。刺々しい性格だが、姉御思いの優しい一面もある。中学時代に親友がいたが、怒ったチャロットが針でボロボロにしていく物の責任を、親友なら代わりに取れという同級生の言葉に「親友ではない、委員長だから仕方なく」と否定した場に遭遇し、それ以来友達不信になった。以来かなり尖った性格になってしまったが、高校に進級後に晶子と出会い、彼女の心意気に打たれ姉御と慕い、友情を深める間柄になった。女王バチになることが夢。しゃべり方は第2シリーズと異なり、「――だっちゃ」。
ジャスパー
声 - KENN
ジュエルランドと人間界を結ぶ門の番人。第2シリーズとは違い一人称は「俺」。クールでミステリアスな性格でモテていたが、私生活は怠け者で、部屋をゴミだらけにしてしまう程だらしない「汚部屋王子」。かなりのグルメで、特にカレーはソウルフードと称するほどお気に入り。ルームメイトである御影とは当初掃除をしない事で険悪な状態になったが、同じカレー好きでもソースと納豆を加えて食べる好みの違いで悪化し、決闘にまで至った。勝負はついたが、その後も度々衝突している。 元々は御影と真砂とは別の部屋だったが、自身の横着さが原因である部屋の向かいの水道の故障により彼らのルームメイトとなる。木を素早く登るなどの身体能力は優れているが、高所恐怖症。降りられなくなって泣いたり、寝るときに真砂に抱きつくなど愛らしい一面もある。合コンにも参加したが、ブームが去ったと女の子達に辛い評価をつけられてしまった。持ち前の特殊技能で魔法の扉を自由に操ることが出来る。オパールに好意を抱いており、彼女がルビーの欲張りのせいで翼を失って落ち込んでいるときも、ルビーに仲直りの説得をしていた。自身の過失により、人間界への門を開けっ放しにしていたことでダークジュエルパワーの通り道を作ってしまう。卒業後、同じ失敗をすることはなくなり、門番としての義務を着実にこなしている。また、オパールとの関係も良好のようである。
チターナ
声 - 江里夏
入学早々ドンビキ屋の3人に絡まれていたところを偶然助けられたことから花音の取り巻きとなり、彼女のことを様付けで呼ぶほど忠実である。しかし一方で本音を軽々と口にしてしまうこともある。花音の役に立てる男になるために、晶子の子分になる。晶子から学んだことを活かし、過去の因縁でドンビキ屋に絡まれていた花音達を助けたことにより、恩返しを果たした（後に数度花音達を助ける事となる）。その男気は花音や彼女の取り巻きのかえでや小町からも称賛されており、彼女らがチターナのためにひまわり畑を育てているという事実も明らかになった。しかし花音のピンチが絡むと猪突猛進になり、場のムードをややこしくしてしまうこともある。前シリーズまでとは異なり、特に優秀であるような描写はされていない。また、体格も他のジュエルペットより小さくなっている。男道場を開くのが夢である。語尾は第2シリーズ同様「――でちゅ」。
オパール
声 - 沢城みゆき
学級副委員長を務めている。おとなしい性格で泣き虫。自分自身は努力はしているが魔法の実力が伴っていないため失敗する事が多い。過去の神々しい雰囲気は無くなっており、おっちょこちょいでクラスのいじられ役を演じることが多い。またそのキャラクター性に合わせて過去の作品より声のトーンが高くなっている。角（アリコーン）が鋭く、落ち込むと角で「の」の字を彫る癖がある。その角の硬度はかなりのものらしく更にドリルになっている。今まで通り空を飛ぶことができるが、邪心を持つ者は背中に乗ることができない。また悲しみに暮れると翼が黒ずんで飛べなくなってしまうが、夢を願う者の純粋な心に触れると大きな翼が開放される。ジャスパーに好意を抱いているらしく、バレンタインデーにチョコレートを贈っていた。オパール曰く「ホットでスパイシーなチョコレート」らしいが、どう見てもカレーを作っているようにしか見えず、実際一口食べたジャスパーは「カレールウ」と称し、火を吹いてむせるほどの激辛味だった。
ラルド
声 - 土屋真由美
前シリーズまでと異なり、他のジュエルペットたちよりかなり大柄な体格となっている。教室の隅の席で笹を食べている姿が愛らしく、毛皮の触り心地が良すぎるために触った人は依存症を起こしてしまう。去年から行方不明だった生徒イタチヤマもその毛皮の気持ち良さに居ついてしまい冬眠していた。そのためクラスメイト全員から恐れられており「ラルドさん」と呼ばれて一目置かれている。またサンシャイン新聞の号外によると、夏休みに、人間界の動物園から破格の待遇で招待された。彼の性格はのんびり屋でおとなしい。一人称は「おいら」で、しゃべり方は第1シリーズ同様に普通に戻っている。ペリドットやミルキィが出場したフィギュア世界選手権の審査員も担っていた。

#### 3年ローズ組
サンゴ
声 - 清水愛
自称「スウィーツ大好きサンゴにゃん」で、性格や語尾は第2シリーズと特に変わらない。スウィーツの話題が出ると猪突猛進になる。一時期はローズ組にクラス替えするサフィーに変わって、不本意ながらウメ組の生徒になったことがあるが、サフィーがウメ組に戻るまでにはウメ組の授業がすっかり気に入ってしまい、嫌々ローズ組に戻る羽目になった。ガーネットと同じダンススタジオに通っており、彼女と同様ビックリお笑いコンテストや、ダンスのオーディションにも参加した。小町とルームメイトである。卒業後、小町とともにパリで「ラズベリーカフェ」というスウィーツショップを経営している。
ダイアナ
声 - 宍戸留美
ローズ組の中でも最もエリート（学年成績2位）な存在のお嬢様ペット。学園内で一番美しいといわれている。カイトとネフライトとイオが取り巻いている。
本作は過去のシリーズでのジュエルペット側のダークヒロインの立場ではなく、あくまでもローズ組の一生徒になっている。表情・性格は第2シリーズに準じる。
ディアンと交際しており、一度別れてよりを戻したが、ダイアナは最初から予感していた模様。
カイト
声 - 沢城みゆき
ダイアナの取り巻きのジュエルペット。語尾は、第2シリーズと同様「――だワン」。一人称は「俺」に変わっている。
ネフライト
声 - 尾崎恵
ダイアナの取り巻きのジュエルペット。語尾は過去のシリーズ同様「ゲロッパ」。テレビ版のテスト結果順位表で「ネブライト」と名前を誤植されたことがあった。
イオ
声 - ささきのぞみ
ダイアナの取り巻きのジュエルペット。カイト・ネフライトと仲がよい。いつもカイト、ネフライトらと一緒にウメ組をバカにしているが、実はウメ組のペリドットに気があることを合コンで明らかにした。しかし彼女に「陰が薄い」ことをネタにされショックを受ける。語尾は、第2シリーズと同様に「――だッチ」。
ミルキィ
声 - 内海慶子
ダイアナの友人のジュエルペット。ドンビキ屋に雇われてフィギュア世界選手権に出場し、ペリドットと良きライバル関係になった。ガーネットとは同じダンススタジオのレッスン仲間であり、同じオーディションにも参加した。語尾は過去シリーズ同様「――ですぅ」。
ルナ
声 - 宍戸留美
ダイアナの友人のジュエルペット。ミルキィと同様にガーネットとレッスン仲間であり、同じオーディションにも参加した。ジュエリーナの弟子入り試験で華麗な魔法のパフォーマンスを見せるが、自身の心の緩みでダークジュエルパワーの悪い魔法に取り込まれてしまい、ラブラと同様に最後の試練で落ちてしまう。語尾は過去シリーズ同様「――だナ」。
トール
声 - 竹内順子
ルビーの元カレで幼馴染。夏休みの間スペインに留学していた。キザで情熱的な性格で、ギターを携え、やたら「オ・レ！」と言ったり、語尾に「トール」とつけたりする等、前2シリーズからキャラクターが豹変しているが、スペイン留学のトマト祭りで乱入してきた牛に吹き飛ばされた際、トールと現地の住人の頭部同士が衝突、その拍子にスペイン魂が移ってしまったことが原因とされる。スペイン魂の影響なのか見事に闘牛をかわす姿はルビーに称賛されるほど。
前2シリーズとは逆にルビーのことが非常に好きな様子 で、彼女を見るとどこまでも追いかける。元カレというものの実際はルビーと恋人同士として付き合ったことはないが、ルビーが泣いたり、落ち込んでいる時はいつもそばにいることが多かったという。ルビーが笑顔でいてくれることが幸せ。避けられているルビーに好かれるため、サフィーに相談しに行った結果、一度は以前の人格に戻そうと試みるが、サフィーとサンゴの協力のおかげで、ルビーにトールの優しい本質は変わっていないことが伝わったため、それ以降人格を戻そうとはしなくなった。ウメ組の卒業アルバムを撮影している日にスペインに旅立つこととなり、ルビーに別れの挨拶を告げた。
ディアン
声 ‐ 福山潤
人気のテレビアイドルスター。ガーネットがダンスのオーディションに参加した際に出会った。交際相手のダイアナと上手く行っていないことからスランプに陥っていたところでガーネットにエールを送られ、ダイアナと別れてガーネットと交際を始めた。しかし、占いで自分の恋の運勢を知っているガーネットに背中を押され最終的には元の彼女であるダイアナを選んだ。一時期はローズ組の生徒として登場していたが真相は定かではない。一人称は「俺」。

#### その他
クリス
声 ‐ 金田アキ
ミスサンシャイン学院コンテストが開催される前、サンゴたちと共にガーネットに挨拶をしたジュエルペット。赤い絨毯とともに現れたダイアナに「本物のプリンセス」とサンゴたちと共にメロメロになる。中間テストの成績に名前は存在したが、どこのクラスの生徒なのかは明らかになっていない。
キング
声 - 木内秀信
高級フルーツを扱う店ドンビキ屋の社長。納品先であるストロベリーカフェに支払い滞納をされており、支払期限まで間に合わなかった場合にはストロベリーカフェをドリアンカフェにする計画だったが、後にストロベリーカフェが繁盛した際にはフルーツを積極的に納品する方針に変更した。ヤクザのような外見をしているが真面目で商売熱心な性格である。合コンにも参加したが、御曹児のニックといがみ合っていた。意外とスケートが得意。
過去のシリーズ同様志村けんのようなしゃべり方であり「わたす」や「――だす」などという。ドンビキ屋の元ネタは高級フルーツ店「千疋屋」。
アレク
声 - 五十嵐裕美
ドンビキ屋の経理を担当する切れ者。常に電卓を携帯している。声優は再び第1シリーズに戻った。しゃべり方は過去同様敬語である。
ブラウニー
声 - 波田野由衣
ドンビキ屋の平社員。ヤクザの子分ような口調をしている。語尾は前シリーズと同様「――うに」。第3話ではモブキャラとして初登場した。
タータ
声 ‐ 竹内順子
小学校の時にチターナとクラスが一緒だったジュエルペット。花音たちが迷い込んだ無人島に野生のタータが大勢存在する。
リン
声 - 早川真由
リューグーランドのカメオ王子のサポート役。語尾は前シリーズと同様「――リン」。
アクア
声 - 岡野浩介
リューグーランドのフカエット姫のサポート役。声優は前2作の桜塚やっくんから変更されることになった。語尾は前シリーズと同様「――ギョ」。
アメリ
声 ‐ 悠木碧
海賊のキャプテン。海賊軍を率いてルビーたちを襲おうとしたが、怪我した所をひなたに助けてもらい味方になる。義理堅く人情深い性格である。伝説の海賊キャプテン・アメジストの9代目として、海に平和をもたらす秘宝「虹の宝石」を守る使命を受け継いでいる。しゃべり方は第1シリーズと同様「――なり」。
トパーズ
声‐金田アキ
ガーネットと同様にダンスのオーディションに参加したジュエルペット。ディアンの熱狂的ファンである。第1シリーズ同様名古屋弁で話す。ペリドットやミルキィが出場したフィギュア世界選手権の予選会では審査員として登場した。ティアラを愛用しているが、怪盗M-kageに盗まれてしまう。
プレーズ
声 ‐ 岩村愛子
トパーズ同様、ダンスのオーディションに参加したジュエルペットで、ディアンの熱狂的ファンである。
カイヤ
声 ‐ 酒井香奈子
通称「合コンの女王」で、合コンを仕切っているジュエルペット。芸能界デビューしたばかりのガーネットの同じ芸能事務所の先輩にあたる。
ニック
声 ‐ 井口祐一
大手の手芸専門店のメザワヤグループの社長の息子である御曹児ジュエルペット。合コンに参加したが、ビジネス関係でキングといがみ合っていた。
ユーク
声 ‐ 吉田仁美
合コンに参加したジュエルペット。絵を描くのが得意。嘘をつくときに瞬きが多くなる。合コンの際ルビーに強引に結婚を迫り結婚式を挙げたが、これはじいやとばあやに結婚すると嘘をついたため（ただし、じいやとばあやは前述の癖のため気づいていた）。その後ルビーに諭され、立派な画家を目指すことを決意した。
過去の作品と異なり、地元では東北弁を話し一人称も「おら」であるが、ルビーに告白した際は普通の口調で一人称も「僕」であった。
フローラ
声 ‐ 金田アキ
八木沼の就職先であるグリーン牧場の案内役のジュエルペット。ウメ組の牧場体験の時にエンジェラと仲が良くなる。語尾は今までと異なり「――モコ」。

### 人物キャラクター

#### 3年ウメ組
人間界からサンシャイン学園に通っている生徒達。第8話にて高校3年生ということが判明。留学という形になっている。そのため人間界での舞台は里帰りのみとなる。本作では一部の人物を除き魔法を使うことはできない。
公式サイトなどでは花音、ひなた、晶子がメインキャラクターとなっているが、前2作及び『ハッピネス』とは異なり三人で行動するシーンは少ない。
水城花音（みずしろ かのん）
声 - 松嵜麗
3年ウメ組の生徒。人間側の主人公（兼ヒロイン）にもかかわらず、高飛車でいじわるな性格のお嬢様で取り巻きがいるなど、ライバルキャラ的な立ち位置である。ルビーのことを、しばしば「○○うさぎ」と罵るが、たまに意気投合することもある。長い黒髪とアホ毛が特徴。料理が苦手。菓子作りでクッキーを作った際にあらぬ形になり、目玉焼きを焦がしてしまっている。御影とは対称的に朝食はパン、紅茶を飲むなど洋風スタイルをとる。ウメ組の中では優等生である模様。
小さい頃から一人ぼっちだった自分を変えるためにジュエルランドに留学することを決めたらしい。2年程前、友達があまり作れないなど落胆していた時に田んぼに落ちて泥だらけになってしまい、泣いていたところを助けてくれた御影の事が好きになる。同じく彼に恋するルームメイトのルビーを恋のライバルとしてよくいがみ合っているが、体育倉庫の中に御影と共に閉じ込められて2人きりになった際に御影への告白に成功した。その後自分のために御影への恋を潔く諦めたルビーに支援され、ルビーへの感謝の気持ちを表した。後半に入り、御影とは血を分けた双子の兄妹という事実が発覚した。そのため、元の名前（出生戸籍名）は白石花音ということになる（第30話の花音自身の発言と、第36話の御影の発言より）。御影との恋は終わったが兄妹ということで以前よりもベタベタと接触するようになった。卒業してから5年後、サンシャイン学園のウメ組担任の教師になった。
主人公ではあるが、ジュエルペット達はひなたと行動する事が多いため、ほとんど出番の無い話も複数存在する。
2012年公開の『映画ジュエルペット スウィーツダンスプリンセス』にてゲスト（カメオ）出演。ダンスコーチとして登場し、ジュエルペット達にダンスを教えていた。また、2015年放送の『ジュエルペット マジカルチェンジ』でもサンシャイン仕様のルビーと共にゲスト（カメオ）出演をしていた。
浅香ひなた（あさか ひなた）
声 - 豊崎愛生
3年ウメ組の生徒でルビーの友人。ルビーの元ルームメイトで現在はペリドットのルームメイト。おっとりしていて真面目な性格。ルビーや他のジュエルペットにも優しく親切だが、怒るとシャープペンシルを折るなど急に怖くなる。茶髪のポニーテールを赤いリボンで結んでいる。部屋着は「I ♥ ○○」という文字の入ったスウェット状の服を愛用している（大抵ハワイかグアムと入っている場合が多い）。趣味は読書。運動が苦手。お化けに興味があったり、酢昆布が好きだという意外な一面もある。子供好きで、年の離れた兄弟がいることから赤ちゃんの扱いにも慣れている。
将来の夢は保育士だったが、ムーンライト寮の大火事からペットを救ったことがきっかけで自分のやりたいことを確信し、父と同じくレスキュー隊員への道を選んだ。卒業後、大火事から子供を救うなど消防レスキュー隊員として活躍している。
花音とは異なり、ルビー達ジュエルペットと行動を共にすることが多く、性格や容姿なども他のシリーズや一般的な女児向けアニメの「主人公」に近い。ジュエルペット以外の生徒と関わることは比較的少ないが、友好的に接している。
藍沢晶子（あいざわ しょうこ）
声 - 沢城みゆき
3年ウメ組の生徒。一人称は「あたい」。片目を隠す長髪の少女。常にキャンディを銜えている。言葉遣いが悪く、掃除当番をサボったり、原チャリで通学（本来は校則で禁止）したりするなどクラス一番の不良少女である。しかし一方でモコモコしたかわいい物が好きなど女の子らしい一面もある。普段はドスのきいた低い声だが、緊張すると小さくおとなしい声になり、また、びっくりしたり泣いたりすると高い女の子らしい声になる。人間界にいた頃から周囲に怖がられて過ごしていた為、留学したジュエルランドで本当の友達ができることを期待していた。ワニ山たちに絡まれていたチャロットを助けたことがあり、チャロットに反発されながらも一緒に昼食をとるようになる。後に仕返しにきたワニ山をチャロットとコンビを組んで撃退した後にジュエル不良連合を結成する。母親の味である甘い玉子焼きが好物。昔ラルドにメロメロだったという。途中からはマスターを気にかけるようになる。レースグランプリ「モットGP」の優勝をきっかけに、世界一のオートレーサーを目指す夢を手に入れた。卒業後、世界のレースグランプリで優勝し、マスターからのお祝いの品を受け取った。
早乙女小町（さおとめ こまち）
声 - 平野綾
3年ウメ組の生徒で花音の取り巻きの一人。垂れ目でウェーブのかかった髪形で、語尾に「――ですわ」と付く。希望する進路はスウィーツ方面で、スウィーツを好むサンゴとルームメイトでもある。本人の言葉によれば、周りからは単に「花音の取り巻きの一人」としか思われていないようである。卒業後、パリでスウィーツショップ「ラズベリーカフェ」を経営している。
菊池かえで（きくち かえで）
声 - 清水愛
3年ウメ組の生徒で花音の取り巻きの一人。髪型はツーサイドアップで、語尾に「――ですの」と付く。釣りが好き。将来の夢はお嫁さんで、素敵な彼氏を釣りたいと思っている。チャロットのルームメイト。本人の言葉によれば、周りからは単に「花音の取り巻きの一人」としか思われていないようである。卒業後、ハワイで釣りの旅を満喫していた。
白石御影（しらいし みかげ）
声 - 田丸篤志 、ささきのぞみ（幼い頃）
3年ウメ組の生徒でクラス一のイケメンで、ルビーと花音のあこがれの存在。掃除や整理整頓もキチンとこなせる性格。クールで誰にでも優しく温和だが、ルームメイトのジャスパーにだけは遠慮がない時が多い。食事に関してはカレーに納豆やソースを混ぜて食べるなど変わった一面もある。実家は華道の家元で、御影自身も人間界に帰省した際は華道の厳しい指導に当たっている。着物の着付けが得意。学業についてはウメ組の中ではサフィーの次にテストの成績が良いような描写があった。花音と対称的に朝食はご飯、日本茶を飲むなど和風スタイルをとる。花音とは血を分けた双子の兄妹という事実が発覚した。実は幼少時にルビーに会っており、そのときから好意を抱いていたものの自覚することはなかったが、ルビーに告白するトールを見て自覚するようになる。卒業式に行方不明になるが、直前にジュエリーナによって人間としての体と引き換えにジュエルペット「グラナイト（御影石）」として転生していた。卒業式から5年後にグラナイトの姿でルビーの前に姿を現し、彼女と結ばれる。なおグラナイトは公式のジュエルペットとして、次シリーズ以降の作中にも登場する。
怪盗M-kage（かいとうエムカゲ）
ダークジュエルパワーによって御影が変身した怪盗。夜になると御影はこのM-kageに変身する期間が一時続いた。昼間の御影はM-kage時の記憶が欠落している。女性をメロメロにし意のままにする能力があり、この能力でルビーを操ろうとしたが、ルビーに説得され元に戻った。また、これによりダークジュエルパワーへの耐性がついた。

黒田真砂（くろだ まさご）
声 - 浅利遼太
3年ウメ組の生徒で御影の親友。黙っていれば底々イケメンなのだが、お調子者な性格が災いしコメディリリーフ的なポジションである。故にクラスのムードメーカー的な存在。学園で行われるイベント（校内ビックリお笑いコンテスト、イルカグランプリなど）では司会を務めていた。ストロベリーカフェが危機に陥った際、店のために奮闘していたガーネットを気に掛けるうちに恋愛感情を抱くようになった。彼女の夢を応援するために、彼女主演の映画をジュエルフィルムコンテストに応募し、特別賞を受賞した。映画を撮影する際にガーネットに自分の告白もするが、恋よりも自分の夢を大事にしたいという彼女の一心で断られ、失恋となった。しかし自分の映画の試写会に行ったとき、映画のラストのフィルムに残されたガーネットからビデオレターで励ましの言葉を受け、恋の未練を払拭して映画監督の道を歩むことになった。卒業後、大女優になったガーネットとともに芸能界で監督として活躍している。
三原純子（みはら じゅんこ）
声 - MAKO
3年ウメ組の生徒で新聞部部長。御影に言わせれば「でっちあげの三流ゴシップ誌」である「サンシャイン新聞」を発行している。メガネっ子。アホ毛があり、それが特ダネスクープの予兆があると、立ってセンサーの如く感知するという。写真好きのペリドットと組んでいる。人の迷惑を省みず、部数を上げるためなら、ありもしないスクープを捏造するなど手段を選ばないが、ここ最近は捏造なしのまともな記事を出している。祖父は新聞記者だった。
根本クララ（ねもと クララ）
声 - ささきのぞみ
3年ウメ組の生徒。クラスでは影が薄く根暗なおかっぱ少女ではあるが、晶子に続く主要人物で魔法に関しての知識や洞察力に優れている。両目は前髪がかかっており普段は見えないが、魔法少女に変身後は美少女なみに外見が変わる。東北弁を発する。趣味はコスプレで、魔法少女に変身するためにエンジェラの魔力を利用した。その後、しばらく変身することはなかったが、第47話において再び魔法少女ジュエルクララに変身。魔法のステッキから放った光でサフィーの異常の原因がダークジュエルパワーと見破った。人間で唯一魔法が扱える人物であるが、魔力的には弱く魔法少女としての出番は少ない。
他のクラスメイト
自分たちがいないまま卒業アルバムの集合写真を撮ろうとしたウメ組一同の前に八木沼を人質に現れ、クラスメイトにもかかわらずアルバム用の写真に1枚も写っていないことなどを皆に追及。誰も彼らの名前を知らなかったため怒り悲しんだが、オパールだけは全員の名前を覚えていたため事態は収拾、無事集合写真を撮り終えた。モブキャラクターとしては以前から登場していたが、第48話で下記のように各々に名前がつけられた。
ルードヴィヒ
声 - 奥村翔
黒髪で太めの男子。フルネームは「ルードヴィヒ・アウグステ・ヴィルヘルミーネマクシミリアン」。
第十四代武者小路篤胤（だいじゅうよんだいむしゃのこうじあつたね）
声 - KENN
長身の男子。
日下草香飛鳥明日香薫子（くさかそうかあすかあすかかおるこ）
声 - 佐藤美由希
ショートカットの女子。
マリ・アントワネット
声 - あいざわゆりか
ロングヘアの女子。フルネームは「マリ・アントワネット・ジョセファ・ジャンヌ・ド・ロレーヌ・ドーリシュ」。
ジュゲムジュゲム
声 - 寺島惇太
茶色の髪の男子。フルネームは「ジュゲムジュゲム ゴコウノスリキレ カイジャリスイギョノ スイギョウマツ フウライマツ クウネルトコロニスムトコロ パイポパイポノ　シューリンガンノ　チョウキュウメイノ チョウスケ」。

### アニマルキャラクター
人間でもジュエルペットでもない者たち。動物を擬人化した者から、動物そのまま、ロボットまで様々。なお、彼らも人間社会での共存が可能。
ワニ山ガクト（ワニやま ガクト）
声 - 浅利遼太
3年ウメ組の生徒。ワニを擬人化したような外見。晶子やチャロットと3人でつるんでいる。性別は男だが、ある出来事が原因で乙女キャラ（いわゆるオカマ）になってしまった。勝手に晶子の制服を着ようとしていたことがあり、このときは自身を「ワニ子」と称している。ルビーをストーキングしており、時に策略に荷担してルビーを脅すこともあった。好意を抱いているような口ぶりだが、可愛すぎて食べてしまいたいという言葉通り、付き合うことよりルビーを食べることが目的に見えるときがある。
八木沼（やぎぬま）
声 - 上田燿司
3年ウメ組の生徒で、ただのヤギ。花音の書いたラブレターやサフィーのジュエルロケット用の暗証番号を書いたメモ、サンシャイン学園の譲渡契約書を食べるなど紙を食べる役回りが多い。席で草を食べていたり、テスト用紙を食べてしまったりすることもある。しかし、現実にはヤギは紙を食べさせると消化できず、腸閉塞などを起こす可能性があり危険であるため、作中で「※ヤギに紙を食べさせてはいけません」というテロップが表示された。もちろん、「めぇ〜」としかしゃべらない。
第24話Bパートでは、ラブラの魔法により1話を通して実写映像で登場していた（撮影協力・伊香保グリーン牧場）。グリーン牧場への就職が内定している。
ネジ川テツオ（ネジかわ テツオ）
声 - 福山潤
3年ウメ組の生徒。どこから見ても鉄のかたまりなロボット。研究熱心なサフィーに恋をしている。人間（イケメン）になりたいという願望がある。そのために一度大気圏外に打ち上げられた事がある。後にサフィーの改良により、あらゆる乗りものに自在に変形できる能力を身に付けた。クラスで比較的影が薄いため、ほかの生徒からはいつも「ネジ山」「ネジ沼」などと名前を間違えられている。サンクスジュエルデーのときはジュエルペット側に入るのか人間側に入るのか自分で悩んでいた。電池で動いてるらしいが、実は電池がなくても動ける。ダークジュエルパワーの影響で、イケメンな人間の顔になったこともある。卒業後はサフィーの助手としてNASAで一緒に働いている。
2012年公開の劇場版『ジュエルペット スウィーツダンスプリンセス』にてゲスト（カメオ）出演。ジュエルランドの空を飛んでいたり、車に変形して町を走行していた。
香取（かとり）
3年ウメ組の生徒。普通の蚊である。教室内にいつも空いているように見える席があるが、実はここが彼の席である。なお、この席には通常サイズの学生鞄がかけられている。チャロットに惚れられており血を貰っているようだが、性別は本当にオスなのかはっきりしていない（血を吸う蚊の性別はメスであるため）。苗字の漢字表記の出典は黒板の日直や第11話のテスト結果順位発表の中での漢字表記より。卒業後はカース製薬への就職が決まっていたが、普通の蚊であるため卒業5年後には他界していた。
錦織猿之助（にしごり えんのすけ）
声 - 上田燿司
3年ウメ組の生徒で学級委員長。赤いメガネをかけた擬人化したゴリラ。ルビーからは「組長」と呼ばれている。学力が悪いウメ組の事を真剣に問題視して成績を上げようと勉強会を開いたりする。根は真面目だが少し頑固な性格。語尾に「ゴリ」を付けて会話する。ルビーの吹いたちくわ笛の音階をすぐに当てるなど絶対音感の持ち主である。 バナナが好物で、ポケットにしばしば所持している。

### 学園関係者
前シリーズの教職員のモルダヴァイト校長、ハーライト先生、サルファー先生は一切登場せず総入れ替えとなっている。
イルカ先生
声 - 岩崎征実
3年ウメ組の担任教師。名前の通り外見はピンクのイルカそのものだが、熱血指導主義。主人公ではないものの、本編の中心的キャラクターとなっている。以前は水族館のエースだったが、昔テレビで見た熱血教師ドラマに憧れて教師の世界に入る。常に水槽に入っているため、誰かに押してもらったり、時には棒を使って自ら移動をする。ジル・コニア先生にひそかな恋心を寄せていて、ポエム風味のラブレターまで書いていた（夏休みの宿題を盗みに来たルビーたちに読まれ、脅迫されることに）。また、ジルにいつかムチとボールで調教されたいと思っている。水槽から出てしまったり体調が悪いときなどは、体色がピンクからグレー（またはカラフル）になったりする場合がある。しかし、実際は長い間水に浸からなかったり、皮膚が乾いたりしても平気。その理由は、この姿が着ぐるみを着ている状態だからであるが、その正体は描写されることはない。水槽を押す黒衣の正体を突き止めようとしたサフィーに正体を何回も見られているが、そのたびドルフィンキックでサフィーの記憶を消している。第2話より、家族は父母の他に15人を超える弟がいる様子が描かれた。
授業の後に職員室でエアーポンプで一服するのが唯一の楽しみだという。
普段は熱血ながらもヘタレキャラという扱いであるが、偶に男らしい所見せることがある。特に終盤ではそれが顕著に表れており、操られていたジルを正気に戻すために犠牲になるなどしている。
卒業式から5年後、かつての教え子たちに祝福されながらジル・コニア先生と結婚した。
ジル・コニア先生
声 - 甲斐田ゆき
3年ローズ組の担任教師。教育熱心でイルカ先生が一目惚れするほどの、美人でスタイル抜群、かつ生徒思いな教師であり、イルカ先生の生徒に対する怠惰な対応に難色を示すこともある。3年ウメ組で成績優秀なサフィーを、一度優等生クラスのローズ組にスカウトしたことがある。イルカ先生のことはあまり相手にしていない様子だったが、終盤ダークジュエルパワーで操られた際にイルカ先生の奮闘（イルカである以前に教師であり、困っている生徒を見捨てられないと発言したり、ジルの電撃攻撃を利用して感電させ、自身を犠牲にして正気を取り戻させる）で正気を取り戻しイルカ先生に惚れ、5年後、イルカ先生と結婚した。
ドラゴン校長
声 - 上田燿司
サンシャイン学園の校長。その名のとおり、外見は巨大なドラゴンだが温厚な性格。普段は学校の校舎の上に居座って眠っている。ラブラの泣き声で校舎が破壊されても起きないが、オパールの魔法で120dB（ジェット戦闘機のエンジンレベルの音）になったちくわ笛の騒音や、年が辰年に変わる時には起き上がる様子が見受けられた。たまにイルカ先生と将棋をする。ジュエリーナの住む場所を知っており、ジュエリーナの居場所について相談してきた御影の話を聞き、ジュエリーナにルビーたちの手紙を届けた。最終決戦時ダークジュエルパワーで洗脳された時には、口の中からメガサンゴロボを発進させていた。
教頭先生
声 ‐ 上田燿司
教師生活25年。語尾に「ザンス」をつける。落ちこぼれのウメ組の卒業を許可しなかったが、卒業アルバムに載せる写真を撮ることを条件に卒業を許すと宣言。急遽撮られた写真がアルバムに相応しくないと留年させようとするが、ドラゴン校長のとりなしで卒業を認める。
寮のおばちゃん
声 - 沢城みゆき
生徒たちが生活する寮の中年お手伝いさん。時には厳しく、時には優しくルビーたちと接する。過去にジュエルポッド工場に収容されたことがあるらしく、サンクスジュエルデーをあまり気にしていなかった花音と晶子に甘くみると泣くことになると忠告した。
その正体はジュエリーナが魔法で変身した姿で、自身がジュエリーナであることを長い間隠していたが、生徒たちからジュエリーナの悪口（年齢）を聞いたことで怒り出したと同時にダークジュエルパワーの影響をうけ変身魔法が解けてしまい、生徒達の前で正体を明かすこととなった。

### その他の人物
マスター
声 ‐ 上田燿司
ストロベリーカフェの店主。容姿は第1シリーズの服部玄士郎に似ている。基本的に無口であるが、見掛けによらず臆病で追い込まれた状況で対処も出来ず気絶して倒れてしまうほど心が繊細な人物。店主の立場に置かれているにも拘らず責任感が薄く、金銭感覚がない。そのためキングが経営する事業に店を乗っ取られそうになった。無駄にかっこつけたがり屋で開き直った態度を取るためツッコミの対象となる。そんな冴えない面が多々あるが主にガーネットの相談役になっており何でも話に乗ってくれる。その際さまざまな秘伝の本を提供してくれるスポンサー的な役割をする。バイクから身を投げ出された晶子を抱きかかえて助けたり、駆け落ちした花音と御影を片腕で担いで走ることができるなど、第1シリーズの服部玄士郎と同様に筋骨隆々な描写がある。また花音の母親のことを「お嬢様」と呼んでおり、かつて水城家に仕えていたことを示唆する発言もある。口癖は「フン」、「自分、不器用ですから…」。
ムナータ
声 - 咲野俊介
ペリドットのフィギュアスケートの熱血コーチ。エースをねらえ!の宗方仁に似ている。フィギュアスケート回で世界一の優勝経歴を持っており、全世界を巡って自分の後継者を探している。かつて伝説の技「トルネード・ファイヤー・スピン」を試みるが失敗したことによって足を失い、義足を付けている。意外と酒飲みである。伝説の七賢者と呼ばれた者の一人で、ジュエリーナを元に戻せるかもしれない封印の鍵の秘密と、封印の鍵が描かれた文献を所持している。秘密を知っているため命の危険にさらされており、雪山の更に奥に隠れていた。
御影の父
声 - 西凜太朗
御影の母
声 - 三浦綾乃
ひなたママ
声 - 甲斐田ゆき
サンシャイン学園の体育祭、文化祭でひなたを見に来ていた。変装しているジュエリーナを2度見破っている。人命救助でいつ夫と死別するかわからないため、常に最高の笑顔で見送れるよう、喧嘩をして閉じこもったひなたを引っ張り出してでも、夫を笑顔で見送った。夫に荷物を送る際度々送る先を間違えるらしく、ひなたに「I L♥VE マ♥マ」、「I♥ひなた」と書かれたTシャツを送っていた。
ひなたパパ
人命救助専門のレスキュー隊として働いている消防士。仕事が忙しく、ひなたとジュエルランドに連れて行くという約束を何度か破ってしまっているため、ひなたと大ゲンカしたことがある。しかし、ひなたとはいつもメールのやりとりをしているらしく、仲は良い模様。休憩中にレースクイーンとして人間界のテレビで放映されたひなたの姿をみて、お茶を吹き出す描写があった。
花音ママ
声 - 久川綾
サンシャイン学園の文化祭で初登場。ある理由で御影との交際を許しておらず（後述）、彼と別れさせるために花音を人間界の学校に転校させようとした。マスターと親交があった。
花音パパ
声 - 堀内賢雄
ママ同様サンシャイン学園の文化祭で初登場。金髪でテンガロンハットを被っている。気さくそうな性格であるが、ママ同様に花音が御影と交際することを許していない。
さくらん
声 - 日高里菜
桜餅のスウィーツペットで、サンタのお手伝いをするために、宝石の国・ジュエルランドのお隣にある、お菓子の国・スウィーツランドからやってきた。桜餅の香りを放ち、もち肌である。語尾に「――もち」をつける。初登場した直後の回でサンゴに食べられてしまう が、食べられた部分は自然回復する。滋養強壮に良く、耳を食べた者はパワーアップする。元は視聴者の応募キャラ。
リリーとフランキー
声 - 岩崎征実（リリー）、上田燿司（フランキー）
さくらんを食べようとしたちくわぶとちくわの二人組（リリーがちくわぶ、フランキーがちくわ）。特技に｢おでんアタック｣があり、魔力を吸い取る。おでんアタックでルビーを攻撃し、ルビーは力が出なくなってしまったが、さくらんの耳を食べたことでパワーアップしたルビーの魔法で風に飛ばされた。
カメオ
声 - 田丸篤志
リューグーランドのカメコウラ家の王子でフカエットとは恋仲。御影と瓜二つの人間の姿をしているが仮の姿で正体はカメである。フカエットと結ばれ子供が誕生する。名前の由来はロミオ＋カメである。
フカエット
声 - 工藤晴香
リューグーランドのサメハダ家の姫でカメオとは恋仲。カメオと同じく人間の姿をしているが仮の姿で正体はサメである。カメオと結ばれ子供が誕生する。名前の由来はジュリエット＋フカヒレである。
ウツボーグ博士（本名 ウツボ田ウツ蔵）
声 - 杉田智和
リューグーランドでの騒動の黒幕でリューグーランド支配を目論んでいた。実はイルカ先生の元教え子であり敗れた後に先生の説得により改心した。ジュエルランドの危機の際には皆と共に戦いに駆けつけた。名前の由来はウツボ＋サイボーグで体の一部は機械化した容姿をしている。
ジュエリーナ
声 - 皆口裕子
前作のジュエリーナとは全くの別人であり、外見や声優も異なっている。優しいがややお茶目な性格で、年齢を言われると怒ることがある。全てのジュエルペットの母親であるが、ジュエルペットに触ることはできず、少ししかジュエルランドに姿を現すことができない。ジュエルペットが魔法を使うたびに叩き起こされてしまうらしく、ガールズトークの際に愚痴をこぼしていた。ジュエルランドに暗雲が覆い始めた際、止めようと飛び立った時に雷に打たれ、ダークジュエリーナに変身してしまった。
毎回ナレーションを務めるが、作品内の登場人物でもあるため、本編の騒動に巻き込まれたり、キャラクターの台詞に受け答えたり、突っ込んだりする。
ダークジュエリーナ
ジュエルランドを覆った暗雲の雷により変身したジュエリーナ。自称「ダージョ様」。ジュエルランドを守ることではなく、支配することを目的としている。色気を強調するような性格となっており、「スーパーセクシービーム」(公式サイトの紹介では「おっぱいビーム」)という技で月を破壊したり、校長やマスターを魅了して配下とした。容姿のグラマラスさが増しているが、加齢やシミ、体格、年齢を輪にかけて気にするようになり、若さを強調していた花音、小町、かえでの3人や自身がセクシーダイナマイトと称したジル先生が気に入らず、マスターらに命じてそばにいたサンゴと共に配下にしてしまった。ただし花音だけはキャラがかぶりまくりということでクビにした。「ジュエルポッドメモリー消去フラッシュ」や「トイレットペーパーボンバー（トイレットペーパーを失くす）」など、絶大な魔力の割にはやることは地味である。
最後はルビーたちのヤングジュエルパワーによって最後は元に戻るどころか、若返った模様（サンシャイン学園の制服を着用していた）。
結果的に、ジュエリーナはナレーションにしてラスボスという立場となった。

## 作中に登場するデータ
板書
- 第3話で授業で文書について取り上げるシーンがある。「我が輩はジュエルペットである」「ジュエルペット失格」「ロミオとジュエルペット」など、著書名に偉人の作家のパロディが含まれている。
- 第5話でローズ組に移ったサフィーが「a1=a2=1,an+2=5an+1-6anのときanを求めよ」という特性方程式の問題の模範解答を披露するシーンがある。しかし、指数・添え字の数字などがはっきりしない、余計な係数がついている、カッコ()が抜けているなど、途中式がでたらめに描かれている。ただし、問題の答え自体は「2n-3n-1」と合っている。
- 第8話においてはウメ組の数学の授業内容は九九であったが、第14話では高校3年生で習う数学IIICの「関数と極限」を扱っているなど、その回の作画スタッフによって学習内容のレベルが異なっている。
- 回によって日直が異なっており、日直の欄に名前が表記される頻度が最も高いのは香取である。

ストロベリーカフェのレシート
第6話でチターナが花音にクッキーおつかいを頼まれ、レシートが写されるシーンがある。店の住所は「ジュエルランドのもり とよたま3丁目2番地」と表記されており、電話番号は「うー」、購入日は「ひ月ふ日（ぺ曜日）」と表記されていた。花音に頼まれたクッキーの他に「ごん兵衛きつねうどん液（以下略）」といった商品の名称がある。
サンシャイン学園のクラス成績表平均値
第6話に各クラスの成績表の平均値が棒グラフで表示されるシーンが登場する。クラスは左からウメ組、ローズ組、桜組、アサガオ組、たんぽぽ組、ひまわり組、ユリ組、パンジー組、■組（読み取り不可）と並んで表記されており、合計で9つのクラスが存在することがわかった。成績の良い順はローズ組、■組、ユリ組、たんぽぽ組、アサガオ組、ひまわり組、桜組、パンジー組、梅組であった。しかし第27話の体育祭のエピソードでは藤組、菊組と言った全く別のクラスの存在が明らかになり、グラフに表示されていたウメ組とローズ組以外のクラスの存在には触れていない。また、第35話においてはなぜか第6話と同じグラフが使いまわされており、藤組と菊組の存在感は作中ではあまり重要視されていない模様。
ドンビキ屋の請求書
第10話にストロベリーカフェのマスターがドンビキ屋で買い占めたフルーツの額が書かれた請求書が写されるシーンがある。果物の名称には「完熟マンゴー」「超熟アールスメロン」「甘皇苺」「高級パパイヤ」「デラックスバナナ」などがあり、支払額の総計は2,075,000円であった。
テスト結果順位表
第11話に全クラスのテスト順位結果が写し出されるシーンがある。上位26名がジュエルペットの名前で全て独占されており、中位にはハリウッド俳優などの実在人物名を引用している。下位は1位のサフィーを除いたウメ組の生徒が全て独占しており、最下位はラブラ。表の中にはウメ組以外の漢字表記の人間キャラの名前がなかったが、サフィーの男子生徒全データには漢字表記の名前の人間キャラの他に存在することが判明している他、のちの体育祭のエピソードで登場した亀山くん、アルマジロくんといったモブキャラの名前は存在しない。他にもサンシャイン学園の生徒ではないペットの名前がある、ガーネットやエンジェラの成績の様相が第13話の進路相談の回と異なっているなど数々の矛盾点があった。これらの矛盾点を考慮し、DVD版ではテスト結果順位表に大幅な修正が加えられ、ある程度順当なものになっている。
2学期の成績ランキングには中位にはサッカー選手の名前が書かれている。従来のウメ組の生徒の順位は1学期の順位をランダムに並べ替えただけで相変わらず大雑把なものだが、御影の順位が大幅に上がっているほか、最下位がトールになっている、亀山の名前が含まれている等の違いがある。また人の頭に隠れていて見えない順位が多くなっている。しかし、のちの卒業アルバムの集合写真のエピソードで初登場した残りのウメ組一同の名前はこの段階では表示されていなかった。
サフィーの男子生徒全データ
男子名簿には白石御影、黒田真砂、ネジ川テツオ、ワニ山ガクト、その他の男子生徒の顔と名前とプロフィールが掲載されている。他にも赤羽修平、青田剛志、黄○勇気（○の中の漢字はサフィーの手に隠れていて読み取り不可能） 、緑山隆弘、桃井涼太、西原達也、南野康輔と言った作中に登場しない男子生徒のデータも掲載されていた。
サンクス○○デー
第7話で訪れたジュエルランドの記念日。数年に1度訪れる模様で、サンクスジュエルデー、サンクス人間デーが登場している。この日は対象の生物に対して他の生物が奉仕する事を義務づけており、その義務を無視したり危害を加えると黒タイツ軍団の監視の下収容所に投獄され、ライン作業などの労役が課せられる。投獄期間は記念日と無関係なのか、晶子は寮のおばちゃんが30年投獄されていたという噂を聞いている。
病気「クシャミン」
第14話のみの登場。エンジェラがかかった病気であり、ジュエルランドの名物と言われている。主な症状としては、花粉症のようにくしゃみを勃発する、頭に花が咲く、最初に感染した者の口癖しかしゃべれなくなる、と言ったものである。感染経路はエンジェラ→ルビー→水城花音→浅香ひなた→サフィー→ガーネット→藍沢晶子→ラブラ→白石御影→ジャスパー→黒田真砂→イルカ先生→ジル・コニア先生→サンゴ・カイト・ネフライト・イオ→ダイアナ・ミルキィ・ルナ→ドラゴン校長→ナレーション。1日後はラブラがクシャミンの宿主となり、寮のおばちゃん含む大勢のメンバーに感染した。
ダークジュエル魔法
第12話のみの登場。禁断とされる魔法で、ジュエルランドを征服出来るほどの魔力らしい。名前のみの登場で、ダークジュエルパワーとの関連は不明。
ダークジュエルパワー
第23話で初めて登場した謎の魔力。詳細は不明だが、ジュエリーナが手を焼くほどの存在である。第23話では普通のジュエルポッドが使えなくなり、パワーアップしたジュエルポッドでダークジュエルパワーを撃退した。第31話〜第32話では御影を夜の間だけ怪盗M-kageに変身させたこともある。第40話では謎のオーロラでジュエルランドに大寒波を起こし、オヤジギャグを言うものを次々と凍らせた。第49話〜第52話ではジャスパーの過失で再びジュエルランドに入り込み、主たるジュエリーナを「ダークジュエリーナ」にし、ジュエルランドを混沌の世界に変えた。
マタタビビンチョの実の粉
「マタタビビA」と袋に表記されたジュエルランドの名産物で、食べただけで気分がよくなってしまい、まるでよっぱらったようにハイテンションになったり、泣き上戸のように涙もろくなったりする。
ジュゲムランド
曇りなきピュアな宝石を瞳に宿したジュゲムペットが住んでいる。ジュエルポッドがジュエルバッドになるなど、ジュエルランドのありとあらゆるものがニセモノに変わり、最終的に誕生した世界である。その原理原則は謎のままである。
うずまきの呪い
御影と花音の祖母によると、花音のつむじに存在する模様は「うずまきの呪い」によるものであり、白石家の災いになるという。このため、花音は白石家を追い出され、子供のできなかった水城夫妻に養子に出された。呪いのためか、彼女が作る料理はことごとく巻き巻きになってしまう。
ヤングジュエルパワー
ダークジュエルパワーに唯一対抗できるとされる魔力。その源は名前の通り「若さ」である。作中ではダークジュエルパワーに取り付かれたジュエリーナを浄化させた。

## スタッフ
- 原作 - サンリオ・セガトイズ
- 監督 - 稲垣隆行
- シリーズ構成 - 柿原優子
- キャラクターデザイン - 藤田まり子、宮川知子
- 美術監督 - 横段真由美
- 美術デザイン - 湖山真奈美
- 色彩設計 - 津守裕子
- 撮影監督 - 鎌田克明、五十嵐慎一
- 編集 - 中葉由美子、村井秀明
- 音響監督 - 岩浪美和
- 音楽 - 浜口史郎
- 音楽制作 - 日本コロムビア、イマジン
- プロデューサー - 奈良初男、可知秀幸、大野亮介
- アニメーションプロデューサー - せきやまあきひろ
- アニメーション制作 - スタジオコメット
- 製作 - テレビ東京、テレビ東京メディアネット、ウィーヴ

## 主題歌
オープニングテーマ - 「GO! GO! サンシャイン」
作詞・作曲 - 岩崎貴文 / 編曲 - 亀山耕一郎 / 歌 - 五條真由美
第34話以降はミュージカルを扱った話に合わせてアニメーションが変更された。
エンディングテーマ - 「イマドキ乙女」
作詞 - 森由里子 / 作曲 - 浦田尚克 / 編曲 - 新井理生 / 歌 - 増山加弥乃&望月美寿々
当初は過去のシリーズとは異なり、スタッフロールにダイジェスト映像だった。第7話以降は映像が完成版 となっているが、両方とも「巨大ルビーが花音を乗せて飛んでいる」映像が登場する。
最終話は合唱版となり、本編から直接挿入、映像は初期版からダイジェスト映像を除いたものとなっている。
本作以降の『きらデコッ!』も第9話から、『ハッピネス』も第14話からエンディング映像を完成版に切り替えている。

## 挿入歌
このアニメ作品は各話のシーンに1980年代から90年代に放送されたテレビ番組のパロディや既存のヒット曲が挿入歌として流れる。
Aerosmith『I Don't Want to Miss a Thing』（1998年）
第7話「サンクスジュエルデーにイェイッ！」より
第23話Aパート「すンごいアレでイェイッ！」より
森川由加里『SHOW ME』（1987年）
第14話Aパート「ドキドキ花火でイェイッ！」より
第45話「バレンタインだよ！イェイッ！」より
第46話「禁断の恋でイェイッ！」より
榊原郁恵『夏のお嬢さん』（1978年）
第17話「無人島でサバイバル？ イェイッ！」より
鉄腕ミラクル・ベイビーズ『TALK SHOW』（1987年）
第21話Bパート「宿題ピンチでイェイッ!」より
第26話Bパート「合コンデビューでイェイッ！」より
The Beatles『A Hard Days Night』（1964年）
第25話「雨にうたえばイェイッ！」より
Irene Cara『Flashdance... What a Feeling』（1983年）
第25話「雨にうたえばイェイッ！」より
Gipsy Kings『?』（198X年）
第27話「体育祭だよ！ イェイッ！」より
THE SQUARE『TRUTH』（1987年）
第31話Aパート「幻のジュエルパンでイェイッ！」より
Simon & Garfunkel『The Sound of Silence』（1965年）
第35話Bパート「さよなら花音イェイッ！ 前編」より
Simon & Garfunkel『Scarborough Fair/Canticle』（1966年）
第36話Bパート「さよなら花音イェイッ！ 後編」より
南こうせつとかぐや姫『神田川』（1973年）
第36話Bパート「さよなら花音イェイッ！ 後編」より
Steppenwolf『Born to Be Wild』（1968年）
第39話「荒野の二人イェイッ！」より
太陽にほえろ!『マカロニ刑事のテーマ』（1972年）
第41話Bパート「ひみつの御影くんイェイッ！」より
バックドラフト『Show Me Your Firetruck（バックドラフト メインテーマ）』（1991年）
第43話「ひなたの夢がイェイッ！」より
中島みゆき『悪女』（1981年）
第49話「ダージョ様とおよび！ イェイッ！」より
MAXIMIZOR 『CAN'T UNDO THIS!!』（1995年）
第49話「ダージョ様とおよび！ イェイッ！」より
クリスタルキング『愛をとりもどせ!!』（1984年）
第50話「ダークジュエル大戦でイェイッ！」より
寺尾聰『ルビーの指環』（1981年）
第51話「ルビーの指輪イェイッ！」より
※DVD版と海外放送では版権元の管理によりそれぞれ挿入曲は収録されておらず別のBGMに変更されている（Gipsy Kingsを除く。理由不明）。

## 各話リスト
※放送日はテレビ東京での日程を基準とする
| 話数   | サブタイトル                                                    | 脚本                | 絵コンテ            | 演出              | 作画監督                                         | 放送日        | 収録DVD |
| ------ | --------------------------------------------------------------- | ------------------- | ------------------- | ----------------- | ------------------------------------------------ | ------------- | ------- |
| 第1話  | - イルカ先生がやって来たイェイッ! - ラブレターみっけイェイッ!   | 柿原優子            | 稲垣隆行            | 福井俊介 遠藤晋   | 永作友克 一川孝久                                | 2011年 4月9日 | VOL.1   |
| 第2話  | - ラブラとエンジェラがイェイッ! - ひなたとペリドットもイェイッ! | 江夏由結            | 平田智浩            | 安藤健            | 菅野智之 飯田清貴                                | 4月16日       | VOL.1   |
| 第3話  | - ガーネットがんばるイェイッ! - 誰かが私を…イェイッ!            | 金杉弘子            | 川崎逸朗 大久保政雄 | 佐藤和磨          | 福士真由美、本田辰雄 福地和浩、一川孝久 飯田清貴 | 4月23日       | VOL.1   |
| 第4話  | - サフィーのひみつイェイッ!                                     | 山口宏              | こでらかつゆき      | 徐恵眞            | 金城美保 相坂ナオキ                              | 4月30日       | VOL.1   |
| 第5話  | - イルカグランプリでイェイッ! - さよなら梅組イェイッ!           | 柿原優子            | 石踊宏              | 石踊宏            | 松本勝次                                         | 5月7日        | VOL.2   |
| 第6話  | - ルビーのクッキー作りイェイッ! - 禁断のラルドさんイェイッ!     | 江夏由結 山口宏     | 川崎逸朗            | 森脇真琴          | 野田康行                                         | 5月14日       | VOL.2   |
| 第7話  | - サンクスジュエルデーにイェイッ!                               | 金杉弘子            | 宮崎なぎさ          | 関野圭一          | 一川孝久                                         | 5月21日       | VOL.2   |
| 第8話  | - チャロットの恋物語イェイッ! - カレーなるジャスパーイェイッ!   | 山口宏 江夏由結     | 平田智浩            | 遠藤晋            | 能條理行 徳田悦郎                                | 5月28日       | VOL.2   |
| 第9話  | - 人間界でイェイッ!                                             | 柿原優子            | 大久保政雄          | 安藤健            | 菅野智之 飯田清貴                                | 6月4日        | VOL.3   |
| 第10話 | - ストロベリーカフェでイェイッ! - スクープを狙え! イェイッ!     | 金杉弘子            | こでらかつゆき      | 伊藤利明          | 空流辺広子                                       | 6月11日       | VOL.3   |
| 第11話 | - ようこそジュエリーナ様イェイッ! - 委員長とオパールでイェイッ! | 江夏由結            | 川崎逸朗            | 徐恵眞            | 野道佳代 織岐一寛                                | 6月18日       | VOL.3   |
| 第12話 | - どろだらけでイェイッ! - 恐怖の黒い魔法でイェイッ!             | 山口宏              | 石踊宏              | 石踊宏            | 松本勝次 川島尚                                  | 6月25日       | VOL.3   |
| 第13話 | - 進路相談でイェイッ!                                           | 柿原優子            | こでらかつゆき      | 安藤健            | 一川孝久                                         | 7月2日        | VOL.4   |
| 第14話 | - ドキドキ花火でイェイッ! - パカーパカーパカーイェイッ!         | 江夏由結            | 森脇真琴            | 森脇真琴          | 野田康行                                         | 7月9日        | VOL.4   |
| 第15話 | - チターナの男道イェイッ! - きもだめしでイェイッ!               | 金杉弘子            | 宮崎なぎさ          | 佐藤和麿          | 熊膳貴志 飯田清貴                                | 7月16日       | VOL.4   |
| 第16話 | - ルビーとサフィーでイェイッ! - 怪盗ルビーでイェイッ!           | 山口宏              | 平田智浩            | 秦義人            | 小海雄司                                         | 7月23日       | VOL.4   |
| 第17話 | - 無人島でサバイバル? イェイッ!                                 | 早坂律子            | 大久保政雄          | 安藤健            | 菅野智之 吉本拓二                                | 7月30日       | VOL.5   |
| 第18話 | - リューグーランドでイェイッ!                                   | 杉原研二            | 川崎逸朗            | 高林久弥          | 金城美保、野道佳代 森前和也                      | 8月6日        | VOL.5   |
| 第19話 | - 海賊の秘宝でイェイッ!                                         | 柿原優子 中村浩二郎 | こでらかつゆき      | 伊藤利明          | 空流辺広子                                       | 8月13日       | VOL.5   |
| 第20話 | - 夏と恋と冒険とイェイッ!                                       | 柿原優子            | 石踊宏              | 石踊宏            | 水上ろんど 川島尚 松本勝次                       | 8月20日       | VOL.5   |
| 第21話 | - トリプルアクセルでイェイッ! - 宿題ピンチでイェイッ!           | 金杉弘子            | 平田智浩            | 森脇真琴          | 一川孝久                                         | 8月27日       | VOL.6   |
| 第22話 | - 晶子とマスターがイェイッ! - ガーネットと真砂がイェイッ!       | 江夏由結            | こでらかつゆき      | 秦義人            | 野田康行                                         | 9月3日        | VOL.6   |
| 第23話 | - すンごいアレでイェイッ! - ナイショの二人っきりイェイッ!       | 山口宏              | 宮崎なぎさ          | 政木伸一          | 熊膳貴志                                         | 9月10日       | VOL.6   |
| 第24話 | - オ・レ! トールイェイッ! - 八木沼くんとイェイッ!               | 早坂律子            | 大久保政雄 稲垣隆行 | 荻原露光 稲垣隆行 | 野田康行                                         | 9月17日       | VOL.6   |
| 第25話 | - 雨にうたえばイェイッ!                                         | 杉原研二            | 平田智浩            | 安藤健            | 吉本拓二 菅野智之                                | 9月24日       | VOL.7   |
| 第26話 | - 恋のストレス大爆発イェイッ! - 合コンデビューでイェイッ!       | 柿原優子            | 川崎逸朗            | 徐恵眞            | 桜井正明 杉藤さゆり                              | 10月1日       | VOL.7   |
| 第27話 | - 体育祭だよ! イェイッ!                                         | 金杉弘子            | 石踊宏              | 石踊宏            | 松本勝次 川島尚                                  | 10月8日       | VOL.7   |
| 第28話 | - ダブルデートでイェイッ! - ガールズトークでイェイッ!           | 山口宏              | こでらかつゆき      | 遠藤晋            | 空流辺広子                                       | 10月15日      | VOL.7   |
| 第29話 | - 玉子焼きは不良の味イェイッ! - ルビーが花音でイェイッ! 前編    | 早坂律子            | 大久保政雄          | 森脇真琴          | 原由美子                                         | 10月22日      | VOL.8   |
| 第30話 | - ほらあなたの後ろにイェイッ! - ルビーが花音でイェイッ! 後編    | 江夏由結            | 宮崎なぎさ          | 政木伸一          | 熊膳貴志 KIM SEONG-IL                            | 10月29日      | VOL.8   |
| 第31話 | - 幻のジュエルパンでイェイッ! - 薔薇のM-kageイェイッ! 前編      | 杉原研二            | 平田智浩            | 伊藤利明          | 野田康行 高橋敦子                                | 11月5日       | VOL.8   |
| 第32話 | - 梅組ベイビーイェイッ! - 薔薇のM-kageイェイッ! 後編            | 清水恵              | こでらかつゆき      | 安藤健            | 吉本拓二 菅野智之                                | 11月12日      | VOL.8   |
| 第33話 | - 爆走! ジュエルシューズでイェイッ! - フローラの牧場でイェイッ! | 山口宏              | 川崎逸朗            | 徐恵眞            | 杉藤さゆり 金城美保                              | 11月19日      | VOL.9   |
| 第34話 | - ミュージカルだよ! イェイッ!                                   | 金杉弘子            | 稲垣隆行            | 秦義人            | 一川孝久 飯田清貴                                | 11月26日      | VOL.9   |
| 第35話 | - トールのひみつイェイッ! - さよなら花音イェイッ! 前編          | 柿原優子            | 石踊宏              | 石踊宏            | 松本勝次 川島尚                                  | 12月3日       | VOL.9   |
| 第36話 | - ジュゲムペットでウヒョイッ! - さよなら花音イェイッ! 後編      | 早坂律子            | 森脇真琴            | 森脇真琴          | 空流辺広子                                       | 12月10日      | VOL.9   |
| 第37話 | - ゆく年くる年イェイッ!                                         | 清水恵              | こでらかつゆき      | 政木伸一          | Kim Seong-Il                                     | 12月17日      | VOL.10  |
| 第38話 | - スウィーツペットでイェイッ! - 聖夜の祈りイェイッ!             | 杉原研二            | 宮崎なぎさ          | 荻原露光          | 鶴田愛                                           | 12月24日      | VOL.10  |
| 第39話 | - 荒野の二人イェイッ!                                           | 江夏由結            | 三沢伸              | 川久保圭史        | 吉本拓二 菅野智之                                | 12月31日      | VOL.10  |
| 第40話 | - みんな凍っちゃってイェイッ!                                   | 金杉弘子            | こでらかつゆき      | 徐恵眞            | 杉藤さゆり、金城美保 野道佳代                    | 2012年 1月7日 | VOL.10  |
| 第41話 | - ラブラの試練イェイッ! - ひみつの御影くんイェイッ!             | 柿原優子            | 川崎逸朗            | 山口暁生          | 一川孝久                                         | 1月14日       | VOL.11  |
| 第42話 | - 風のエンジェライェイッ!                                       | 早坂律子            | 三沢伸              | 石踊宏            | 松本勝次 川島尚                                  | 1月21日       | VOL.11  |
| 第43話 | - ひなたの夢がイェイッ!                                         | 山口宏              | 大久保政雄          | 秦義人            | 空流辺広子                                       | 1月28日       | VOL.11  |
| 第44話 | - スタア誕生でイェイッ!                                         | 江夏由結            | 平田智浩            | 伊藤利明          | 野田康行                                         | 2月4日        | VOL.11  |
| 第45話 | - バレンタインだよ! イェイッ!                                   | 清水恵              | こでらかつゆき      | 荻原露光          | 鶴田愛                                           | 2月11日       | VOL.12  |
| 第46話 | - 禁断の恋でイェイッ!                                           | 杉原研二            | 宮崎なぎさ          | 安藤健            | 吉本拓二 菅野智之                                | 2月18日       | VOL.12  |
| 第47話 | - 星に願いを…イェイッ!                                          | 山口宏              | 三沢伸              | 徐恵眞            | 筆坂明規、金城美保 野道佳代                      | 2月25日       | VOL.12  |
| 第48話 | - アルバム作りでイェイッ!                                       | 早坂律子            | こでらかつゆき      | 山口暁生          | 一川孝久                                         | 3月3日        | VOL.12  |
| 第49話 | - ダージョ様とおよび! イェイッ!                                 | 金杉弘子            | こでらかつゆき      | 石踊宏            | 松本勝次 川島尚                                  | 3月10日       | VOL.13  |
| 第50話 | - ダークジュエル大戦でイェイッ!                                 | 金杉弘子            | 宮崎なぎさ          | 安藤健            | 空流辺広子                                       | 3月17日       | VOL.13  |
| 第51話 | - ルビーの指輪イェイッ!                                         | 柿原優子            | 喜多谷充            | 荻原露光          | 野田康行                                         | 3月24日       | VOL.13  |
| 第52話 | - 卒業式だよ! イェイッ!                                         | 柿原優子            | 稲垣隆行            | 徐恵眞            | 藤田まり子 鶴田愛                                | 3月31日       | VOL.13  |

## 放送局

### 日本国内での放送
| 放送地域       | 放送局         | 放送期間                                              | 放送日時                            | 放送系列       | 備考                                 |
| -------------- | -------------- | ----------------------------------------------------- | ----------------------------------- | -------------- | ------------------------------------ |
| 関東広域圏     | テレビ東京     | 2011年4月9日 - 2012年3月31日                          | 土曜 9:30 - 10:00                   | テレビ東京系列 | 製作局                               |
| 大阪府         | テレビ大阪     | 2011年4月10日 - 9月25日 2011年10月1日 - 2012年3月31日 | 日曜 10:30 - 11:00 土曜 7:00 - 7:30 | テレビ東京系列 | 同日2時間30分先行 （2011年10月より） |
| 北海道         | テレビ北海道   | 2011年4月10日 - 2012年4月1日                          | 日曜 7:00 - 7:30                    | テレビ東京系列 |                                      |
| 愛知県         | テレビ愛知     | 2011年4月10日 - 2012年4月1日                          | 日曜 7:00 - 7:30                    | テレビ東京系列 |                                      |
| 岡山県・香川県 | テレビせとうち | 2011年4月10日 - 2012年4月1日                          | 日曜 7:00 - 7:30                    | テレビ東京系列 |                                      |
| 福岡県         | TVQ九州放送    | 2011年4月10日 - 2012年4月1日                          | 日曜 7:00 - 7:30                    | テレビ東京系列 |                                      |
| 奈良県         | 奈良テレビ     | 2011年4月15日 - 2012年4月20日                         | 金曜 7:30 - 7:59                    | 独立局         |                                      |
| 滋賀県         | びわ湖放送     | 2011年4月18日 - 5月30日 2011年6月4日 - 2012年4月14日  | 月曜 19:30 - 20:00 土曜 7:00 - 7:30 | 独立局         |                                      |
| 和歌山県       | テレビ和歌山   | 2011年7月6日 - 2012年6月27日                          | 水曜 7:30 - 8:00                    | 独立局         |                                      |

- テレビ東京系列は東北地方太平洋沖地震関連の報道特番で前番組（『ジュエルペット てぃんくる☆』）の終了が遅れたため、1週遅れて放送開始した。また、びわ湖放送では4月11日放送開始予定が1週遅れて放送開始となった。
- テレビ東京系列6局での本放送終了後、CS局のキッズステーションでも本放送が開始された（2012年4月9日より）。なお、同局での放送枠は、毎週月曜日から金曜日の15時00分〜15時30分となっている。

### 日本国外での放送
香港
2012年7月4日から2013年1月2日無綫電視翡翠台にて、『寶石寵物III』のタイトルで毎週火曜、水曜の17時20分-17時50分に放送。広東語 & 日本語二ヶ国語放送、繁体字字幕あり。
TVB兒童台
韓国
Daekyo Kids TV
スペイン
Boing
メキシコ
Canal de las Estrellas
ポルトガル
Canal Panda

## 関連商品
※販売、発売はサンリオの方針により日本国内限定に制限されている。

### CD
CDは全て日本コロムビアから発売。
GO！GO！サンシャイン/イマドキ乙女
発売日：2011年6月22日
通常版と限定版同時発売。限定版はラブラマスコット付きのボールペン付属
ジュエルペットサンシャイン はっぴぃ×3ミュージック
発売日：2011年7月20日
オープニング「GO！GO！サンシャイン」とエンディング「イマドキ乙女」のTVサイズ、サンシャインで使われている専用BGMを46曲、計48曲収録

### DVD-BOX
発売元：メディアネットピクチャーズ、販売元：ビクターエンタテインメントから完全生産限定版で連続リリースで発売。
キャラクターデザインの藤田まり子による描き下ろしイラストBOX仕様
ジュエルペットサンシャイン DVD-BOX 1
- 発売日：2011年12月9日
- 第1話〜第16話収録のDVD4枚組。ルビー役の「齋藤彩夏」、水城花音役の「松嵜麗」、ラブラ、相沢晶子役の「沢城みゆき」、サフィー、根元クララ役の「ささきのぞみ」、ネジ川テツオ、ディアン役の「福山潤」によるオーディオコメンタリー収録。アニメイト店舗およびアニメイトオンラインショップ限定先着順にポストカード付属。

ジュエルペットサンシャイン DVD-BOX 2
- 発売日：2012年3月9日
- 第17話〜第28話収録のDVD3枚組。エンジェラ、浅香ひなた役の「豊崎愛生」、ペリドット役の「甲斐田ゆき」、ガーネット役の「平野綾」、サンゴ役の「清水愛」によるオーディオコメンタリーを収録。

ジュエルペットサンシャイン DVD-BOX 3
- 発売日：2012年6月8日
- 第29話〜第40話収録のDVD3枚組。水城花音役の「松嵜麗」、エンジェラ、ひなた役の「豊崎愛生」、ラブラ、相沢晶子役の「沢城みゆき」、ペリドット役の「甲斐田ゆき」、白石御影役の「田丸篤史」、黒田真砂役の「浅利遼太」、ジャスパー役の「KENN」、監督の「稲垣隆行」、音響監督の「岩浪美和」、シリーズ構成の「柿原優子」、脚本の「金杉弘子」によるオーディオコメンタリーを収録。

ジュエルペットサンシャイン DVD-BOX 4
- 発売日：2012年9月7日
- 第41話〜第52話収録のDVD3枚組。

なお、レンタル用DVDは日本コロムビアより1巻当たり4話収録でリリースされている。

### アニメ版関連書籍
小学館
知育ちがいさがしブック ジュエルペット サンシャイン
発売日：2011年7月7日
前作『ジュエルペット てぃんくる☆』と同様、難易度は5段階。右ページと左ページ5つの違い、4つの場面の中から1つだけ違う場面、キャラクター紹介も収録。
テレビ絵本 ジュエルペット おはなし＆クイズえほん１
発売日：2012年3月22日
小学館の幼稚園2011年5月号から2012年4月号の間で「ジュエルペット サンシャイン」の命名で連載されていたの中から6話収録とクイズ、新しいジュエルペットの紹介が収録。

洋泉社
ジュエルペット サンシャインFANBOOK 「オトナアニメCOLLECTION」
発売日：2012年6月2日
オトナアニメ編集部による全52話の各話のエピソードやパロディネタを解説。一部の美術設定やジュエルペットシリーズの解説、ルビー役の「齋藤彩夏」、水城花音役の「松嵜麗」、監督の「稲垣隆行」、音響監督の「岩浪美和」、シリーズ構成の「柿原優子」、キャラクターデザインの「宮川知子」の各インタビュー記事を掲載。表紙は藤田まり子と宮川知子の描き下ろしで、一部の販売書店では表紙柄のポストカード付き。

### 文具
販売元：サンリオ、発売元：ショウワノートから、ぬりえ、デラックスきせかえ、かるた、すごろくふくわらい発売。